# إيما كريستيان
إيما كريستيان (بالإنجليزية: Emma Christian)‏ هي مغنية بريطانية، ولدت في 1972.

## وصلات خارجية
- إيما كريستيان على موقع ميوزك برينز (الإنجليزية)
- إيما كريستيان على موقع ديسكوغز (الإنجليزية)